# جبل الوسط (روستا)
جبل الوسط (به عربی: جبل الوسط) یک منطقهٔ مسکونی در تونس است که در استان زغوان واقع شده‌است.
این شهر به ویژه به دلیل موقعیتش در جاده RN3، در کاهش فعالیت‌های صنعتی پایتخت نقش دارد. این شهر به همراه بیر مچرگا، میزبان یکی از سه منطقه صنعتی مهم استان با مساحت بیش از ۲۰۰ هکتار، از جمله یک کارخانه سیمان بسیار مهم است. این شهر از زمان‌های قدیم به خاطر منبع آب گرم خود شناخته شده است. اگر این آب از دامنه شرقی کوه سرچشمه می‌گرفت، اکنون به عمق ۱۰۰ متر پمپاژ می‌شود. یک آبگرم برای بهره‌برداری از خواص این آب کلروسولفاته با دمای ۵۴ درجه سانتیگراد ایجاد شده است. یک شهر باستانی کشف شد که در نیمه راه بین شهرهای ثبوربو مجوس و عودنا قرار داشت. یک پناهگاه، حمام‌های حرارتی، مخازن و یک اقامتگاه متصل به حمام‌های حرارتی کشف شده است. از سال ۲۰۰۰ یک هیئت باستان‌شناسی فرانسوی-تونسی مسئول مطالعه این مکان بوده است.